# 통제위치
통제위치 혹은 통제소재(영어: Locus of Control)는 사회심리학에서 제시한 개념으로, 살아오면서 자신의 영향력 밖에 있는 외력(external force)에 대항하여 사건의 결과를 스스로 통제해 왔다고 믿는 정도를 말한다. 이 개념은 1954년 질리언 B. 로터(Jilian B. Rotter)가 고안하였으며 오늘까지 개인특성 연구(성격심리학)에서 중요한 측면으로 자리매김하고 있다. 한 개인의 위치(locus)는 개인이 자신의 삶을 통제할 수 있다는 믿음에 해당하는 '내적통제위치(internal locus of control)'와 개인이 영향을 끼칠 수 없다거나 기회나 운이 삶을 통제한다는 식의 외부요소에 의해 삶이 통제된다고 믿는 '외적통제위치(external locus of control)'로 구분된다. 강력한 내적통제위치를 가진 사람은 사건이 자신의 행동으로부터 비롯된다고 생각한다. 예를 들어, 시험 결과를 받으면 이들은 자기 스스로와 능력을 칭찬하거나 탓한다. 반면 강력한 외적통제위치를 가진 사람은 선생님이나 시험 자체를 칭찬하거나 탓하는 경향이 있다. 강력한 내적통제위치를 가진 사람은 자신의 행동을 잘 통제하며 정치적 행동을 하는 경향이 강하고, 외적통제위치를 가진 사람에 비해 다른 사람에게 영향력을 행사하고자 한다. 강력한 내적통제위치를 가진 사람은 자신의 노력이 성공할 것이라고 생각한다. 이들은 정보를 탐색하거나 자신의 상황과 관련된 정보를 찾기 위해 노력한다.
통제위치에 대하여 다양한 심리학 영역에서 여러 연구들이 진행되어, 교육심리학(educational psychology), 건강심리학(health psychology), 임상심리학(clinical psychology) 등에서 적용되기도 했다. 특정 측정(specific measures)과 전체 측정(global measures) 중에 어떤 것이 실제 적용에 있어서 더욱 유용한지는 여전히 논란 중에 있다. 미래에 대한 기대와 연관된 통제위치와 과거 성과에 대한 설명과 연관된 귀인양식(歸因樣式, attributional style) 사이의 구분, 혹은 통제위치와 자기효능감(self-efficacy) 사이의 구분은 신중히 이뤄져야 한다.
신경증적 성격(neuroticism), 자기효능감, 자존감(self-esteem)과 함께, 통제위치는 자아에 대한 기본적인 평가 항목인 핵심자기평가(core self-evaluations, CSE)의 네 측면 중 하나이다. 핵심자기평가는 1997년 저지(Judge), 로크(Locke), 더햄(Durham)이 처음 시행한 것이며, 이후로 업무 성과, 특히 업무 만족도와 업무 수행능력(job performance)을 예측할 수 있는 능력을 가지고 있다고 증명되었다. 2002년 후속연구에서, 저지 등은 통제위치, 신경증적 성격, 자기효능감, 자존감이 필수조건이라고 주장하였다.

## 역사
통제위치는 개인 성격에 관한 로터의 사회학습이론(social learning theory)의 체계를 이루고 있다. 1966년 『Psychological Monographs』지에 기고한 로터의 논문에서, 로터와 학생들이 10년동안 수행한 연구를 요약하여 발표하였는데, 이는 대부분 이전에 출간되지 않았던 것이었다. 1976년, 허버트 레프코트(Herbert M. Lefcourt)는 '강화에 대한 외적통제가 아닌, 내적통제에 대한 일반화된 기대(a generalised expectancy for internal as opposed to external control of reinforcements)'로서 '지각된 통제위치(perceived locus of control)'를 정의하였다. 이 정의는 알프레드 아들러(Alfred Adler)의 연구에 대한 개념의 기원을 추적하기 위하여 수행되었으나, 직접적인 배경으로는 로터와 학생들이 수행한 연구 성과였다. 강화통제(control of reinforcement)에 대한 기대와 관련된 화제에 대하여 수행된 초기 연구는 제임스(James)와 파레스(Phares)가 1950년대에 수행하였다. 이는 로터가 오하이오주립대학(The Ohio State University)에서 지도한 출판되지 않을 박사논문을 준비하기 위하여 수행되었다.
다른 로터의 학생인 윌리엄 제임스(William H. James)는 '기대 변화(expectancy shift)'의 두가지 유형을 제시하였다.
- 전형적 기대 변화(Typical expectancy shifts) : 성공 혹은 실패에 대한 믿음은 믿음에 대한 유사한 성과로 이어질 것이다.
- 비전형적 기대 변화(Atypical expectancy shifts) : 성공 혹은 실패에 대한 믿음은 믿음과는 다른 성과로 이어질 것이다.

추가 연구를 통하여, 전형적 기대 변화는 성과에 대한 요인을 자신의 능력으로 돌리는 사람들에게 흔히 보이지만, 비전형적 기대 변화를 보이는 사람은 성과에 대한 요인을 기회로 돌리는 경향이 강하였다는 가설이 도출되었다. 이는 사람은 능력이라는 내적원인(internal cause)을 성과의 요인으로 돌리는 사람과 행운이라는 외적원인(external cause)으로 성과의 요인을 돌리는 사람으로 나뉠 수 있다는 것을 의미한다. 버나드 와이너(Bernard Weiner)는 '능력 대 행운'이 아니라, 통제위치는 귀인(attributions)을 안정된 원인에서 찾았는지 불안정한 원인에서 찾았는지에 관련되어 있다고 주장하였다.
1975년과 1989년 연구에서 로터는 타인의 '내적 대 외적' 구조를 사용하는데 있어서 문제와 오인에 대하여서 논의하였다.

## 성격성향
1975년 연구에서, 로터는 내적성향(internality)와 외적성향(externality)는 이분법적 유형분류체계가 아니라 동전의 양면(two ends of a continuum)과 같은 것이라고 주의하였다. 내적성향은 자신의 통제로 사건의 결과를 귀인시킨다. 내적통제위치를 가진 사람은 자신의 행동에 대한 결과가 자신의 능력의 결과물이라고 본다. 내적성향은 자신이 열심히 일하면 긍정적인 성과를 얻을 수 있다고 믿는다. 또한 이들은 모든 행동이 하나의 연속체로서, 자신이 통제할 것인지 여부에 따라 사건이 발생하고 결과물들은 그러한 사건들에 달려 있다고 믿는다. 외적성향은 외적 환경에 사건의 결과를 귀인시킨다. 외적통제위치를 가진 사람들은 자신의 삶에서 일어나는 일들이 자신의 통제 밖에 있으며 자신의 행동 역시 운명, 행운, 의사, 경찰, 정치인과 같은 힘을 가진 타자들의 영향력과 같은 외적 요소, 혹은 세상은 개인이 예측하거나 결과물을 잘 통제하기에는 너무 복잡하다는 믿음의 결과물이라고 생각한다. 이들은 자신의 삶에 대한 결과를 자기가 아닌 타인에게 귀인시킨다. 그러나 와이너가 지적하였듯, 내적성향은 노력에 대하여 귀인하게 되고 외적성향은 행운에 대하여 귀인하게 된다고 생각해서는 안된다. 자신의 성취 동기에 따라서 내적성향과 외적성향의 차이가 있다는 의미이며, 내적성향은 성취에 대한 높은 수준의 갈망이 있다는 것과 관련되어 있다는 것을 의미한다. 통제력을 자신 바깥에서 찾음으로써, 외적성향은 운명에 대하여 통제를 하지 않아도 된다고 믿게 된다. 외적성향은 스트레스를 상대적으로 더 많이 받게 되고 우울증에 빠지기 쉽다.
1966년 연구에서, 로터는 내적성향이 높은 성취 동기와 낮은 사교성(outer-directedness)이라는 두 가지 중요한 성격을 보인다고 하였다. 이는 1966년 로터가 제시한 통제위치척도의 기반이 된다. 그러나 이는 통제위치를 단일한 구조라고 생각하는 로터의 믿음에 기반한 것이다. 1970년 이후, 이러한 단차원적인 로터의 생각에 반론이 제기된다. 레벤슨(Levenson)은 개인의 삶에서 사건들은 스스로 결정한다는 것, 혹은 강력한 타자가 조직하거나 기회에 따라 형성된다는 것과 같은 각각 다른 차원의 통제위치로 나뉘어야 한다고 주장하였다. 1970년대 와이너의 초기 연구에서는 내적-외적차원이 직교하기에, 안정적인 원인에 귀인시키는 사람과 불안정한 원인에 귀인시키는 사람으로 나뉘어야 한다고 주장하였다.
새롭게 차원이론(dimensional theory)이 등장한 것은, 개인은 이제 내적 안정적 원인(an internal stable cause)에 해당하는 능력(ability), 내적 불안정적 원인(an internal unstable cause)에 해당하는 노력(effort), 외적 안정적 원인(an external stable cause)에 해당하는 과업난도(task difficulty), 외적 불안정적 원인(an external unstable cause)에 해당하는 행운(luck)에 성과의 원인을 귀인시키게 됨을 의미한다. 이는 와이너가 네 원인을 보는 방식이지만, 와이너는 사람이 행운을 외적 원인으로 볼지, 혹은 능력은 항상 안정적인 것으로 인식되는지, 혹은 노력은 바뀔 수 있는 것으로만 봐야 하는지 등에 있어서, 반론이 제기되었다. 1980년 등에 출판된 연구들에서, 와이너는 '과업난도' 대신에 '객관적 과업 성격(objective task characteristics)'으로 고친다든지, '행운' 대신에 '기회(chance)'라고 고친다든지 하는 식으로 네 원인을 다른 용어로 사용하였다. 와이너 이후 심리학자들은 안정적 노력과 불안정 노력으로 구분하였는데, 이는 몇몇 상황에서, 특히 '근면한(industrious)'이라는 영단어 의미에서와 같은 경우, 노력은 안정적 원인이 된다는 것을 알게 되었다.
내적 유형과 외적 유형을 혼합한 형태의 다른 통제위치 유형이 존재하기도 한다. 이들은 양위치(Bi-locals)라고 불리기도 한다. 이들은 내적통제위치와 외적통제위치를 혼합함으로써 자신의 질병과 스트레스를 효과적으로 잘 다루는 것으로 알려져 있다. 이러한 혼합 유형은 자신의 행동과 그로 인한 결과물에 대하여서 개인적으로 책임지려 하면서도 외적 요소에 대하여 믿게 되거나 이러한 것들을 신앙으로 삼기도 한다. 이들은 내적통제위치 유형과 외적통제위치 유형에 모두 부합한다. 진인사대천명(盡人事待天命)의 태도가 이와 같은 것이라 할 수 있다.

## 측정척도
통제위치 측정에 있어 가장 널리 사용되는 질문지는 1966년 로터가 고안한 13항목(6가지 혼합 항목 포함) 강제선택척도가 있다. 이외에도 바이얼러(Bialer)가 1961년 고안한 아동용 23항목척도가 있다. 이외에도 1965년 크렌덜(Crandall)이 고안한 크랜덜지적책임귀속척도( Crandall Intellectual Ascription of Responsibility Scale), 1973년 노위키(Nowicki)와 스트릭랜드(Strickland)가 고안한 노위키-스트릭랜드척도(Nowicki-Strickland Scale)도 있다. 로터의 강제선택척도의 대안으로서 리커트유형척도(Lickert-type scale)를 이용한 정신측정척도는 앞서 언급한 제임스의 박사학위논문 안에 고안된 것도 있다. 그러나 이는 출판되지 않았다.
로터의 척도 이래로 많은 측정법이 고안되었다. 1993년, 펀햄(Furnham)과 스틸(Steele)은 이들을 검토하였다. 여기에는 건강심리학, 산업심리학(industrial psychology), 조직심리학(organizational psychology), 특히 3-6살 아동을 위한 스탠포드미취학아동내적외적척도(Stanford Preschool Internal-External Scale)와 같은 아동과도 관련된 것들이 있다. 펀햄과 스틸은 데이터를 인용하여 가장 믿을만 하고 가치있는 성인용 질문지로서는 두트바일러척도(Duttweiler scale)라고 제시하였다.
1984년 두트바일러내적통제인덱스(Duttweiler Internal Control Index, ICI)는 강제선택 형식이라는 것과 요인분석(factor analysis)을 통한 사회적 바람직성(social desirability)과 이질성(heterogeneity)에 따라 바뀔 수 있는 로터 척도의 문제를 다뤘다. 두트바일러는 1984년에 존재한 다른 척도들도 로터 척도와 같은 문제를 가지고 있다고 하였다. 로터의 강제선택 형식과는 달리, 두트바일러의 28항목 ICI는 리커트유형척도를 사용하였는데, 각 28항목마다 거의 안하는(rarely), 가끔(occasionally), 때때로(sometimes), 자주(frequently), 항상(usually) 등을 선택할 수 있다. ICI는 내적통제위치에 적절한 인지과정(cognitive processing), 자율성(autonomy), 사회적 영향에 대한 저항(resistance to social influence), 자신감(self-confidence), 만족지연(delay of gratification) 등의 변수를 평가한다. 133명의 학생 피실험자를 대상으로 하여, 작은 타당화연구(validation study)는 척도가 좋은 내적 신뢰도(internal reliability)를 가지고 있다고 보여주었다. (크론바흐 알파계수 0.85)

## 귀인양식
귀인양식(Attributional style) 혹은 설명양식(explanatory style)은 린 이본 아브람슨(Lyn Yvonne Abramson), 마틴 셀리그만(Martin Seligman), 존 티스데일(John D. Teasdale)이 고안한 개념이다. 와이너보다 한 단계 더 나아가, 내적-외적, 안정도 개념에 추가하여, 전체성-특정성(globality-specificity) 범주가 필요하다고 하였다. 아브람슨 등은 사람이 자신의 인생에서 성공과 실패를 설명하는 방식은 내적-외적 요인, 장기적-단기적 요인, 모든 상황에 영향을 끼치는 요인과 관련있다고 한다.
프리츠 하이더(Fritz Heider)가 심리학에 소개한 귀인이론(attribution theory)의 주 화제는 통제위치이론에 영향을 주었으나, 두 모델의 중요한 역사적 차이가 존재한다. 귀인이론가들은 대부분 사회심리학자들로서 사람들이 귀인을 행하는 이유와 방법의 성격이 되는 일반적인 과정들에 관심있지만, 통제위치이론가들은 개인차에 관심이 있다.
두 접근법의 역사에 관하여 유의미한 연구는 버나드 와이너가 1970년대에 행한 연구성과이다. 이전에는 귀인이론가들과 통제위치이론가들은 인과관계에 있어서 외적-내적통제위치의 구분법에 관심을 가지고 있었다. 와이너는 안정-불안정, 이후에는 통제가능성(controllability)의 범주를 추가하였다. 어떤 한 원인이 이전에는 내적인 것이었음에도 여전히 통제를 벗어나 있는 것들로 어떻게 인식되는지에 대한 것이다. 안정성 범주는 이러한 성과를 본 이후에 사람들이 왜 실패 혹은 성공하는지에 대한 이해 부분을 추가하였다. 와이너의 모델 부분은 아니지만 아브람슨 등은 전체성-특정성과 같은 귀인 범주를 추가하였다.

## 같이 보기
- 결정론
- 자기결정권
- 자기지향성
- 자유의지
- 통제의 환상
- 학습된 무기력
- 개인 바운더리
- 염세주의